# Regionalgericht Oberland
Das Regionalgericht Oberland ist in erster Instanz für sämtliche zivil- und strafrechtlichen Streitigkeiten im Berner Oberland (Verwaltungsregionen Thun, Interlaken-Oberhasli, Frutigen-Niedersimmental und Obersimmental-Saanen) zuständig. Es ersetzte 1995 die bis anhin bestehenden sieben berneroberländischen Amtsgerichte und hatte bis 2009 seinen Sitz im Schloss Thun; seither ist das Gericht in derselben Stadt an der Schreibenstrasse domiziliert.

## Gerichtspräsidenten
- Thomas Hiltpold (2012)[4]
- Natalie Fritz (2015)[5]